# Plaine-et-Vallées
Plaine-et-Vallées – gmina we Francji, w regionie Nowa Akwitania, w departamencie Deux-Sèvres. W 2016 roku liczba ludności wynosiła 2474 mieszkańców. 
Gmina została utworzona 1 stycznia 2019 roku z połączenia czterech ówczesnych gmin: Brie, Oiron, Saint-Jouin-de-Marnes oraz Taizé-Maulais. Siedzibą gminy została miejscowość Oiron. 